# 被討厭的勇氣 (日本電視劇)
《被討厭的勇氣》是富士電視台在週四劇場所制作的電視劇。主演是香奈。本劇是她5年以來再次在富士電視台主演劇集。
本劇描寫一個32歲而還是單身的主角庵堂蘭子，雖能解決各種的事件，但卻性格古僻，經常和上司唱反調。而與蘭子搭檔的青山年雄充滿正義感，而他會在和蘭子與协助搜查的心理学教授大文字哲人交流之間學會阿德勒的心理學學說。
在2017年2月，因為劇中描寫的心理學和一般理解不同影響阿德勒心理學學說的啟發普及，被「日本阿德勒心理學會」公開要求停播及大幅修改劇本。該會的心理學家野田俊作認為阿德勒心理學是去考慮「他人的幸福」，而本劇所考慮的是「他人的利益」，這並不能算是阿德勒心理學。富士電視台並沒有因此考慮取消播放，但表示會考慮相關意見。
原作者古賀史健認為，本劇單純以刑事電視劇而言非常有趣，翻拍看似是瘋狂的設定，但也能傳達了阿德勒的思想方式。

## 角色
- 庵堂蘭子：香里奈飾（14歲：櫻田日和）[7]

警視廳搜查一課第八係的刑事。
- 青山年雄：加藤成亮飾[8][9]

警視廳搜查一課第八係的刑事。庵堂的拍檔。
- 大文字哲人：椎名桔平飾[9]

帝都大学文学部的心理学科教授。

## 工作人員
- 劇本：徳永友一（日语：徳永友一）、大石哲也（日语：大石哲也）、ひかわかよ（日语：ひかわかよ）[10]
- 導演：池澤辰也、及川拓郎、星野和成[10]
- 音樂：得田真裕[10]
- 製作人：渡邊恒也、橋爪駿輝[10]
- 制作：富士電視台、東映

| 日本 富士電視台週四22:00 - 22:54 | 日本 富士電視台週四22:00 - 22:54 | 日本 富士電視台週四22:00 - 22:54 |
| -------------------------------- | -------------------------------- | -------------------------------- |
|                                  | 被討厭的勇氣                     |                                  |
| Chef～三星級營養午餐～           | 外貌協會100%                     |                                  |

## 外部連結
- 官方网站（日語）
  - 官方网站（中文）